# Elina Konstantopoulou
Maria Elpida Konstantopoulou (en griego: Ελίνα Κωνσταντοπούλου; Atenas, 11 de noviembre de 1970), más conocida como Elina Konstantopoulou, es una cantante griega, conocida por su participación en el Festival de Eurovisión 1995, celebrado en Dublín (Irlanda).

## Biografía
Konstantopoulou nació en Atenas en 1970, donde estudió música y canto en el Conservatorio Nacional de Atenas. Una vez finalizados sus estudios, comenzó a desempeñarse como cantante profesional en distintos locales nocturnos.
En 1993, conoció a Nikoz Terzis, quien era hasta ese entonces un joven pero exitoso compositor. Comenzaron a trabajar juntos y Nikos compuso tres canciones para ella. Inmediatamente, Konstantopoulou firmó un contrato para grabar su primer álbum de estudio titulado San Paramithi (Σαν Παραμύθι) y que fue publicado en 1993. Su primer sencillo, "Otan to tilefono htipisei" ("Cuando el teléfono suena") fue un éxito durante el verano de 1994.
En 1995, ella junto a Terzis volvieron a trabajar juntos para llegar al escenario del Festival de Eurovisión. La canción, a la que se le llamó "¿Cuál oración?" ("Pia Prosefhi"), fue elegida por la cadena ERT para representar al país helénico en el Festival de Eurovisión 1995. Finalmente, Konstantopoulou se presentó en el 23° puesto y consiguió 68 puntos, logrando posicionarse en el 12° lugar.
Luego de su paso por Eurovisión y ese mismo, junto con la colaboración de Terzis, publica su segundo álbum de estudio titulado Ti Zoi Mou Litrono (Τη Ζωή μου Λυτρώνω).
Continuó realizando presentaciones y grabando discos a lo largo de los años 1990s hasta que en 1997, hizo una aparición como invitada especial en la serie de televisión griega Dyo xenoi y en 1999 contrajo matrimonio.
En 2002, formó parte de la preselección griega para elegir al siguiente representante de ese país en el Festival de Eurovisión ese mismo año, pero esta vez junto a la cantante Marian Georgiou con quien interpretó la canción "Beautiful Life". Sin embargo, no lograrse clasificarse a la fase final del concurso.
En 2005, apareció en el escenario de Eurovisión nuevamente, reemplazando a quien iba a ser la corista de Constantinos Christoforou, la chipriota Elena Patroklou. La canción, "Ela Ela (come baby)", que representó a Chipre, finalizó en el 18.º puesto.
En 2010, lanzó el disco Xekina (Ξεκίνα) que contiene versiones en griego de canciones de Thalía y Cristián Castro.
El 1 de marzo de 2012, Elina lanzó el sencillo "Mia Anamnisi" ("Una memoria") de forma digital bajo la discográfica qooackmusic. La canción fue el primero en ser lanzado, correspondiente a una serie de cuatro sencillos publicados en 2012.

## Discografía
- 1993, San Paramithi (Σαν Παραμύθι)
- 1995, Ti Zoi Mou Litrono (Τη Ζωή μου Λυτρώνω)
- 1997, Akouse Me (Άκουσέ με)
- 1998, Enstikto (Ένστικτο)
- 1999, Tha Allaxo Dedomena (Θ' Αλλάξω τα Δεδομένα)
- 2010, Xekina (Ξεκίνα)